# سيندي باتون
سيندي باتون (بالإنجليزية: Cindy Patton)‏ هي مؤرخة أمريكية، ولدت في 12 فبراير 1956.